# Porte Poitevine
La porte Poitevine est une ancienne porte percée dans la partie méridionale de l'enceinte protégeant la partie basse de la ville française de Loches dans le département d'Indre-et-Loire.
Construite au XIIIe siècle et remaniée au XVIe siècle, ses vestiges sont inscrits comme monuments historiques en 1962.

## Localisation et odonymie

Les portes de l'enceinte urbaine de Loches (en rouge).

La porte Poitevine se situe à l'extrémité méridionale du mail Droulin et de la rue Louis-Delaporte et constitue l'accès sud à l'enceinte urbaine de Loches.
Elle doit son nom à sa situation sur la route qui sort de Loches pour se diriger vers Poitiers, point de passage de l'un des chemins de pèlerinage vers Saint-Jacques-de-Compostelle.

## Historique
La porte Poitevine est mentionnée à la fin du XIIIe sièclesous le nom de « porte de la Guerche », mais sa réfection date de la construction de l'enceinte urbaine au XVe siècle, comme les autres portes percées dans la courtine protégeant la ville construite au pied de la cité royale déjà fortifiée. C'est en effet vers 1452 que Charles VII fait rebâtir les défenses de la ville, endommagées environ dix ans plus tôt à la suite d'un incendie au cours du siège mené par le duc d'Alençon Jean II.
Elle est inscrite au titre des monuments historiques par arrêté du 23 juin 1962.

## Architecture

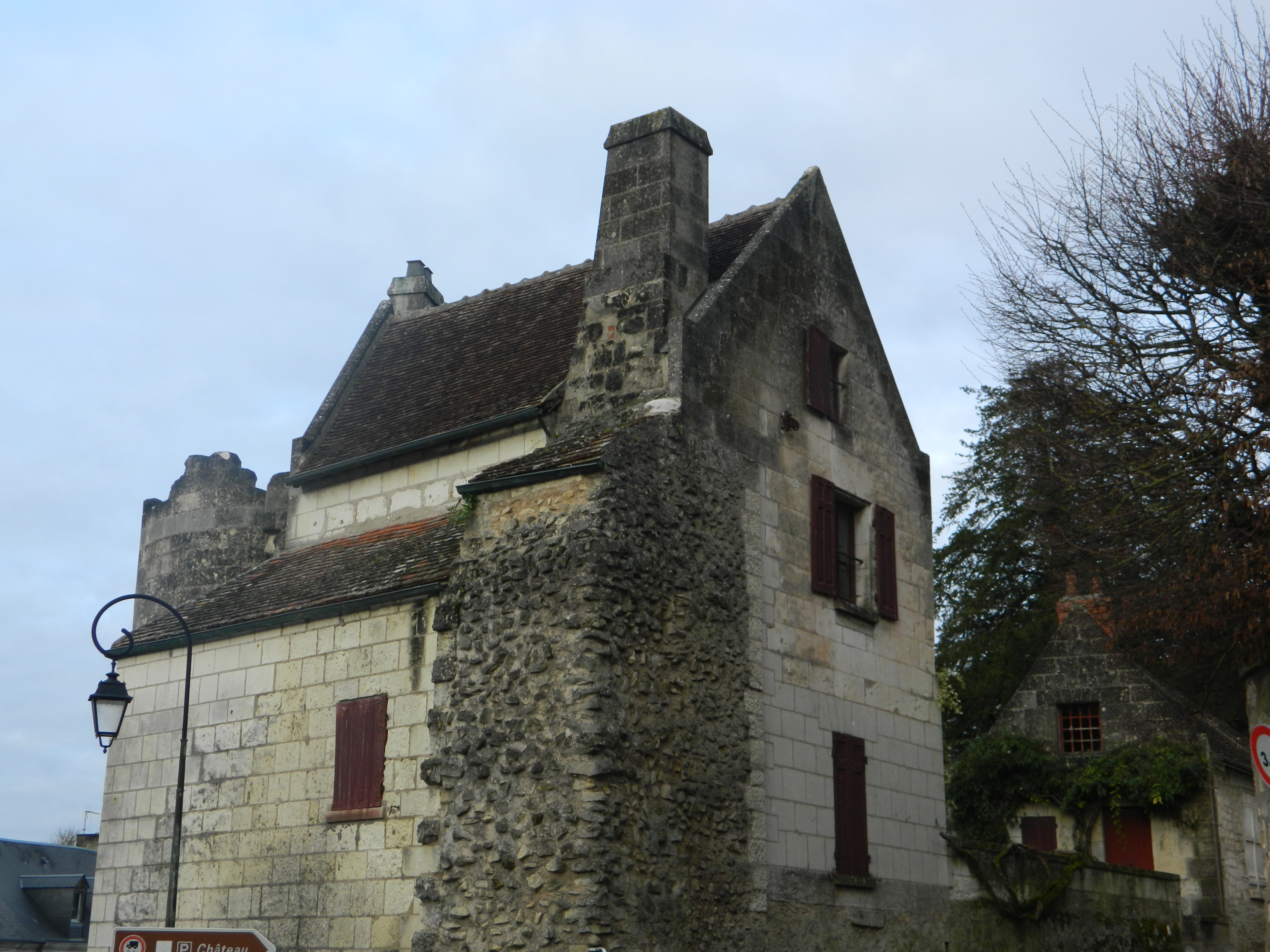
La porte Poitevine.

Il ne subsiste de cette porte que les pieds-droits qui l'encadraient, laissant le passage à la rue Louis-Delaporte. Une très courte portion de courtine, vers l'ouest, relie la porte à la tour Maillet, l'une des trois tours conservées de l'enceinte urbaine de Loches, de forme cylindrique et percée de meurtrières mais qui a perdu son couronnement,.
Si les vestiges les plus anciens de la porte sont construits en moellons avec un chaînage d'angle en pierres de plus grande dimension, la courtine du XVe siècle et la tour Maillet sont en moyen appareil de tuffeau.

## Pour en savoir plus